# Rocket Lab Launch Complex 1

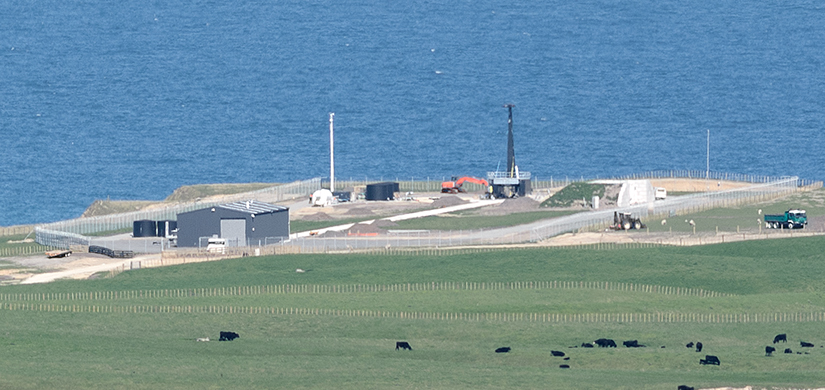
Rocket Lab Launch Complex 1 (september 2016)

Rocket Lab Launch Complex 1 (LC-1), även känt som Mahia Launch Complex och Mahia Spaceport, är en privat rymdhamn på den södra spetsen av  Mahiahalvön, på Nordöns östkust på Nya Zeeland. Rymdbasen ägs och drivs av Rocket Lab och används för att skjuta upp företagets Electronraket. Anläggningen öppnade officiellt 26 september 2016. Första raketuppskjutningen skedde 25 maj 2017, den misslyckades dock. 21 januari 2018 lyckades för första gången uppskjutningen av en Electronraket. Launch Complex 1 blev då den första privata rymdhamnen varifrån en uppskjutning till omloppsbana lyckats.

## Beskrivning
LC-1 består av två uppskjutningsplattor, båda avsedda för att skjuta upp Rocket Labs Electronraket. Båda plattorna är försedda med ett fölningsbart uppskjutningstorn. På platsen finns även en hangar där raketer förvaras och förbereds, samt bränsletankar och annan kringutrustning.

## Historia

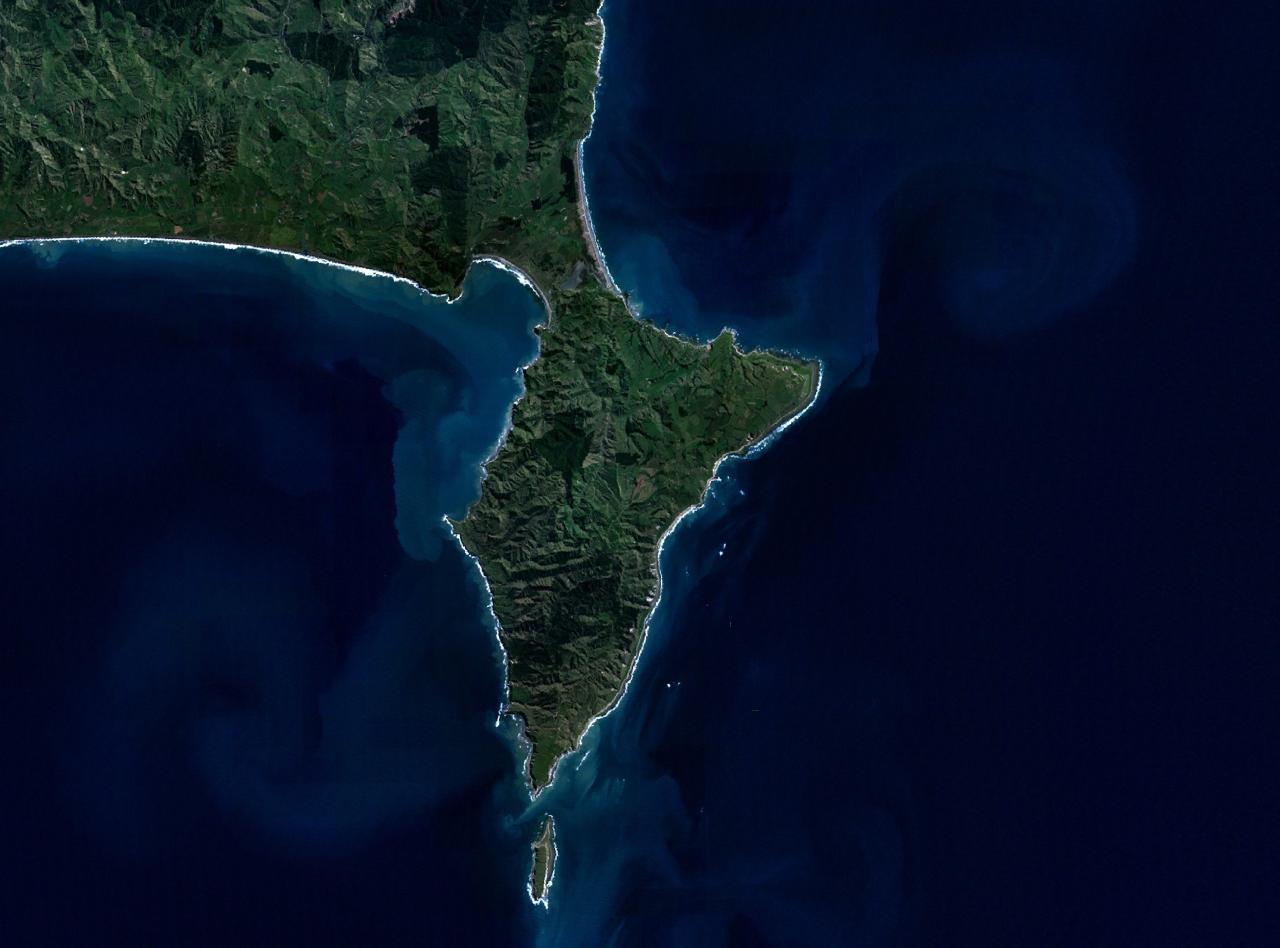
Satellitbild över Mahiahalvön

1 juli 2015 meddelade Rocket Lab att de hade för avsikt att bygga en rymdbas vid Kaitorete Spit på Nya Zeelands Sydö. Från platsen skulle det inte gå att skjuta upp raketer i banor längs jordens ekvator, däremot var den fördelaktig för att skjuta upp raketer i solsynkron bana. Mahiahalvön nämndes i augusti som en andra plats varifrån uppskjutning skulle kunna vara möjlig.
23 november 2015 meddelade företaget att uppskjutningsplatsen vid Mahiahalvön skulle prioriteras, eftersom tillstånd för att påbörja verksamheten vid Kaitorete Spit hade försenats kraftigt. Mahiahalvön medgav större logistiska utmaningar, men hade fördelaktiga öppningar i luftrummet då det ligger långt ifrån bebyggelse och flygkorridorer. Mahiahalvön är blev av de nya zeeländska myndigheterna certifierad till en uppskjutning var 72:a timme, över en period på 30 år. Kaitore kunde inte licensieras till mer än en uppskjutning per månad. Rocket Lab tror att de så småningom kommer upp till en frekvens om en uppskjutning per vecka. 
Första spadtaget för anläggningen togs i december 2015. I juni 2016 hade den mesta nödvändiga infrastrukturen byggts klart, inklusive utbyggnad av vägar, internetuppkoppling och el till anläggningen. I september 2016 skrev Rocket Lab under ett avtal med Airways New Zeeland om att utveckla ett specialluftrum rund rymdbasen för att möjliggöra upp till 100 flygningar per år.
Anläggningen på Mahiahalvön, Rocket Lab Launch Complex 1, invigdes 26 september 2016 av Nya Zeelands minister för handel, innovation och arbete. Invigningen besöktes av ca 240 personer.

### Uppskjutningshistorik

#### Platta A
Uppskjutningsplatta A, förkortad LC-1A, var den platta från vilken Rocket Lab genomföde den första, misslyckade, testflyfningen 25 maj 2017. Uppskjutningen gick till en början bra, men andra steget på raketen fungerade inte som det skulle och fick därför förstöras innan det nådde omloppsbana. Andra uppskjutningen, 21 januari 2018, var lyckad. 

#### Platta B
I december 2019 meddelade Rocket Lab att de hade påbörjat bygget av en till Uppskjutningsplatta vid LC-1. Plattan skulle få beteckningen LC-1B. Syftet med bygget är att få högre kapacitet och på så sätt kunna skjuta upp fler raketer från platsen. 28 februari 2020 sköts första raketen upp från den nya plattan.